# Камбе
Камбе (порт. Cambé) — муниципалитет в Бразилии, входит в штат Парана. Составная часть мезорегиона Северо-центральная часть штата Парана. Входит в экономико-статистический микрорегион Лондрина. Население составляет 98 788 человек на 2006 год. Занимает площадь 494,692 км². Плотность населения — 199,7 чел./км².

## История
Город основан 11 октября 1947 года.

## Статистика
- Валовой внутренний продукт на 2004 год составляет 950 223,00 реалов (данные: Бразильский институт географии и статистики).
- Валовой внутренний продукт на душу населения на 2004 год составляет 9945,00 реалов (данные: Бразильский институт географии и статистики).
- Индекс развития человеческого потенциала на 2000 год составляет 0,793 (данные: Программа развития ООН).

## География
Климат местности: субтропический. В соответствии с классификацией Кёппена, климат относится к категории Cfa.